# Пак Сонхун
У цьому корейському імені прізвище (Пак) стоїть перед особовим ім'ям.
Пак Сонхун (кор.: хангиль: 박성훈; нар. 18 лютого 1985) — південнокорейський актор. Він розпочав свою акторську кар'єру з малої ролі в фільмі «Крижана квітка» (2008). Він став відомим завдяки участі в п'єсах «Коти на даху», «Хлопці-історики» та «Зразкові учні». Пак почав привертати увагу до себе другорядними ролями в серіалах SBS «Три дні» (2014), «Шість літаючих драконів» (2015—2016) та «Навіть не мрій» (2016). Через ролі у фільмі «Конджіам: Психіатрична лікарня з привидами» (2018) та серіалі KBS2 «Мій єдиний» (2018—2019) він став популярнішим. Пак здобув головну роль в середово-четверговому серіалі KBS2 «Спогади». В останні роки більш відомий за своїми ролями лиходії в серіалах «Слава» (2022—2023) та «Королева сліз» (2024), а також у
другому сезоні «Гри в кальмара» (2024).

## Раннє життя та навчання
Пак Сонхун, наймолодший син, що має двох старших сестер, народився 18 лютого 1985 у Квачхоні, провінція Кьонгі. Він зіштовхнувся з фінансовими проблемами під свого зростання, бо його батько втратив роботу в банку через кризу МВФ. Хоча він відвідував клас з французької в Кванчхонську старшу школу іноземних мов, але не був зацікавлений в навчанні. Лише на третьому році навчання в старшій школі, він почав міркувати про свою майбутню кар'єру. Це стало причиною його вступу до Тон'аського інституту медіа ти мистецтв за спеціальністю «акторська гра і кіно», бо він завжди любив фільми.
У віці 20, він отримав першу головну роль у гуртку шкільного класу, зобразивши Токпе у п'єсі «Таксист», що написана режисером Чан Джіном. Пак брав участь в одному виступі кожного семестру і цей досвід залишив незабутнє враження на ньому. Продовживши брати участь в театрі, він став пристраснішим до цього. Лише потім, коли почув як старші колеги описували, що відчуття від виступу й отримання аплодисментів подібне до прийняття наркотиків, він зрозумів спокусу до сцени. Відтоді його цікавість до театру лише зростала.

## Кар'єра

### 2008—2010: Початок кар'єри
Після закінчення навчання, Пак працював в театральній компанії Route 21. Також працював на дивних роботах, щоб заробляти собі на життя. Він пробув близько 8-9 місяців в театральній компанії й хоча йому подобалося вступати на сцені, але для нього це було розчарування. Пак мав працювати на підробітках до темної ночі, спати в театрі та не міг отримати роль, бо вчителі й старші актори отримували пріоритет. Також загалом заробив лише 50 000 вон за ці 9 місяців.
Після того як залишив театральну компанію, Пак отримав малі ролі в фільмах «Крижана квітка» (2008) та «Чон Учхі: Даоський майстер» (2009). Навіть після свого дебюту у 2008, він витримав три з половиною річний період без жодних акторських можливостей. Після долучення до агентства, можливості актора лишалися обмеженими. Протягом півтора річного періоду, він лише тричі проходив прослуховування, що лишили враження зневіри про свої кар'єрні перспективи. У 2009, він подався на відбір акторів озвучування KBS, але провалив останнє інтерв'ю. Щоб вижити, він займався підробітком в концертному залі, беручи ролі й ведучого і продавця товарів; спершу в музичному концерті «Pump Boyz», «Hedwig Show» та концерті гурту Ю Дохьона. Його робота в концертному залі дозволили спостерігати за виступами старших артистів. Він часто випадково отримував бізнес-картки, що призвело до багатьох зустрічей. На щастя, Пак перетнувся з головою команди Shownote, хто зв'язав його з людьми в театральній індустрії.

### 2011—2017: Театр і проривні ролі на телебаченні
У 2011 Пак отримав можливість зіграти на сцені, хоча мав мало акторського досвіду. Під час свого виступу в першій театральній п'єсі, «Всередині кита Мінке», насолода в акторської гри, про яку він забув, відродилася. В наступному році, також зіграв малі ролі у двох телесеріалах, якими були солдат в історичній драмі MBC «Місяць, що обіймає сонце» та учня старшої школи в драмі «Великий» каналу KBS2. Незадовго після цього, Пак приєднався до п'ятого сезону популярної п'єси «Коти на даху», на яку подалося понад 1000 акторів. Попри запеклий коефіцієнт конкуренції 150 до 1, він був обраний на титульну роль Лі Ґьонміна. Пак також виконав цю роль в шостому сезоні.
Протягом перших шести місяців 2013, актор мав завантажений графік. Пак зіграв роль Локвуда в корейській прем'єрі п'єси Алана Беннетта «Хлопці-історики». Згодом, йому прийшлося балансувати своїми зобов'язаннями щодо участі і в серіалі MBC «Ви є босом!» і в п'єсі «Зразкові учні». У драмі «Ви є босом!» він з'явився у ролі Ю Докхва, однокласника в старшій школі головного персонажа Лі Соннама (якого зіграв Сім Хьонтхак). Одночасно, актор зустрічався з авдиторією в ролі Со Міньона, зразкового учня з проникливою параноєю, у п'єсі «Зразкові учні». Одночасно робити судження щодо двох проєктів та перемикатися між такими контрастними персонажами було беззаперечно складно. А все-таки, Пак насолоджувався цією роботою.
Після короткої паузи, його наступним проєктом стала гостьова поява в п'єсі-антології Джона Каріані «Олмост, Мен». Цей виступ був особливою сценою, що присвячена 10-й річниці театральної компанії Ganda. Продюсер Ан Хьоквон запросив актора і на його рішення взяти участь в ролі гостя, вплинули його колеги по агентству, Чін Сонґю та Лі Хіджун, які були членами Ganda. У п'ятому епізоді під назвою «Вони впали», Пак з'явився як Чад разом із Юн Наму у ролі Ренді, з ким він раніше працював у п'єсі «Зразкові учні».
У 2014, Пак з'явився як голова команди з комунікації в драмі SBS «Три дні» та отримав хороший досвід через роботу з талановитими старшими колегами. Потім Пак приєднався до п'єси «Хлопчики-дзюдоїсти» театральної компанії Ganda у ролі боксера Мінука. Це було одне з його найпам'ятніших виступів, що стало таким через розвиток товариських відносин зі своїми колегами-акторами, бо вони практикувалися разом від чотирьох до п'яти місяців.
Під кінець того року, Пак і Чо Ґанхун обоє зіграли персонажа Пак Джехьона в п'єсі «Мелодрома», яка поставлена режисером Чан Юджоном. Пак Джехьон, якому зробили операцію з трансплантацією серця через ДТП в дитинстві, закохується в Соґьон. Прем'єра «Мелодрами» відбулася у 2007 та отримала позитивні відгуки за свої артистичні цінності та дослідження подружньої зради, передаючи повідомлення про справжню сутність кохання. Вона виконувалася в театрі Чаю в Сеульському центрі мистецтв з 31 грудня 2014 по 15 лютого 2015.
У 2015 Пак повторив своєю роль в п'єсі «Хлопчики-дзюдоїсти». Також повернувся до п'єси «Зразкові учні» після дворічної паузи. У 2013 він грав роль роль Міньона. У 2015 Пак разом із Кан Ґідоном зіграли персонажа Мьонджуна, який мав хибне почуття неповноцінності, приховане за своєю стриманою поведінкою.
Восени Пак і Чон Донхва обоє зіграли Олівера у поновленій п'єсі «Гордість», яка поставлена режисером Кім Донйоном. Центральною темою п'єси є соціальні труднощі, з якими зіштовхуються маргінальні групи, особливо, сексуальні меншини: Філіп, Олівер, Пітер і Сильвія, що жили у двох різних часових періодах — 1958 та в наш час. Виробництво проходило в Театрі Теханно Сухьон та показ відбувався від 6 серпня і далі. «Гордість» є п'єсою Алексі Кея Кемпбелла, грецько-британського драматурга. Спершу прем'єра відбулася на верхньому поверсі театру Королівський двір в листопаді 2008 та отримала престижні нагороди як приз Кола критиків за Найбільш перспективного драматурга та нагороду Джона Вайтінга за Найкращу нову п'єсу. Виробництво, під керівництвом Джемі Ллойд, також отримало Нагороду Олівера Лоуренса за Видатне досягнення в афілійованому театрі. Південнокорейська адаптація п'єси була написана Чі Ісон, перекладена Кім Субін та її дебют відбувався на 5-му Фестивалі кращих п'єс в театрі Art One Theater у 2014.
У жовтні того року в історичному серіалі «Шість літаючих драконів» Пак зіграв Кіль Ю, сина Кіль Тхеміна (Пак Хьокквон) та конфуціанського учня-правопорушника в Сонгюнгвані. Він за свою роль виграв нагороду Найкращий новий актор на Премії корейських культурних розваг.
Під кінець року, Пак долучився до п'єси Мітані Кокі «Університет сміху», яка зрежисована Чон Тхейоном та в які взяли участь актори Со Хьончхоль, Нам Сонджін, Пак Сонхун і Лі Сіхун. Під час дзвінка із пресою, актор зазначив, що у порівняні з минулою п'єсою, ця п'єса є ще складнішою, бо ця вистава лише на два актори. Крім того, актор висловив, що після послідовної роботи над важкими проєктами, йому хотілося зіграти в комедії й «Університет сміху» надав йому таку можливість. Також згадав, що запам'ятовування повторювальних і схожих, але різних фраз у виставі було найскладнішою частиною. Вона ставилася в Залі 1 Плазі мистецтв Теханно до 24 січня наступного року.
Пак отримав визнання за свій виступ в різних роботах, включаючи популярні п'єси «Хлопці-історики», «Зразкові учні», «Хлопчики-дзюдоїсти» та «Мелодрома». Також він ужився в ролі, що стосуються гомосексуальності, у роботах як «Гордість» та «Два весілля і похорони». Його цілеспрямованість до занурення у будь-яку роль принесла визнання як актора. В результаті він отримав псевдонім «театральний ідол» та фанатів, які завзято ставали в чергу, щоб побачити його виступи. Однак, попри свою популярність в театральній спільноті в Теханно, йому потрібно було ще здобути широку впізнаваність серед звичайної публіки.
У 2016 Пак повернувся до п'єси «Олмост, Мен» у Залі мистецтв Санмьон в Чонно-гу, Сеул після трьох років. Вистава проходила з 8 січня по 10 квітня. У цій виставі, з'явився в трьох різних ролях в трьох епізодах, включно з «Куди воно пішло», який зображує справжнє кохання між двома чоловіками й жінкою. Він сказав: «Я зустрівся з режисером Мін Чунхо театральної групи Ganda та зрозумів, що я намагався грати надто легко. Через те, що режисер Мін також є актором за професією, то я отримав багато допомоги щодо „пояснень про рівні очей“».
У липні того ж року, Пак підписав ексклюзивний контракт з BH Entertainment. Під кінець 2016 став актором, що привернув увагу за свою роль секретаря Чха драмі SBS «Навіть не мрій».
У 2017 автор повторив роль Олівер в п'єсі «Гордість», яка зрежисована Кім Донйоном. Вистава ставилася з 21 березня по 2 липня 2017 у Daehakro Art One Theater Hall 2. Крім того, Пак зіграв репортера На Сонсіка з Splash Team у серіалі «Спотворені». Також зробив особливу появу в «Скаженому песі» як шахрая зі страховки, Ко Джінчхоля. До того ж актор зіграв другорядну роль Пак Гона в «Чорному лицарі».

### 2018—2021: Головні ролі в телебаченні й кіно
У 2018 Пак Сонхун зробив появу у головній ролі Сонхун у горор-фільмі Чон Бомсіка «Конджіам: Психіатрична лікарня з привидами». Фільм став несподіваним касовим успіхом, залучивши 2,6 мільйона глядачів. У результаті його впізнаваність серед глядачів значно зросла.

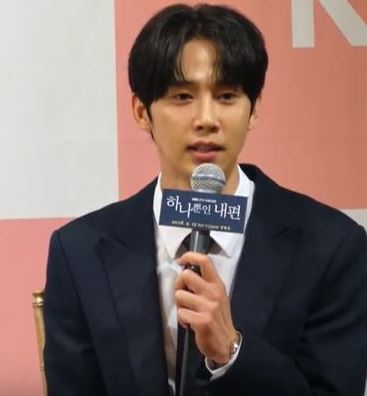
Пак у вересні 2018

У тому ж році, Пак знявся в щоденній драмі KBS2 «Мій єдиний», яка закінчилася з дивовижними рейтингом переглядів у близько 49 %. Його зображення дантиста Чан Ґоре обожнювалося багатьма глядачами, принісши йому привабливий титул «зять нації». Під кінець року, отримав нагороду Найкращий новий актор на Премії KBS драма 2018. У 2019 Пак також отримав номінацію в категорії Найкращий акторський дебют (чоловіки) на 55-й премії мистецтв Пексан.
У 2019 Пак пожертвував свій талант, щоб стати оповідачем в безбар'єрній версії документального фільму Сон Вонґина «Кім Боктон». Документалка про історію Кім Боктон, жінки для втіхи, яка подорожує по всьому світи, вимагаючи вибачень від Японії та бореться за це до кінця попри свій вік понад 90 років. Вона це робила з 1992 до моменту своєї смерті в січні 2019 року. Фільм вийшов в Кореї в серпні та отримав значну увагу від публіки.
У тому ж році актор знявся у двох драмах. «Юстиція» як Тхак Сухо (33 річний), віцепрезидент Jung Jin Group. Він заснований на вебромані «Справедливість», яка написана Чан Хо та ілюстрована Ельджа. Серіал виходив на KBS2 щосереди та щочетверга о 22:00 (KST) з 17 липня по 5 вересня 2019. У «Щоденник психопата», Пак зіграв Со Іну, справжнього психопатичного серійного вбивці, який тако ж є директором Daehan Securities, де працює Юк Донсік (Юн Сі Юн). Він виходив на tvN з 20 листопада 2019 по 9 січня 2020.
Також Пак з'явився в корейському історичному фільмі «Заборонена мрія», що вийшов 26 грудня 2019. Фільм режисував Хо Джінхо, а сценарій писали Чон Бомсік, Лі Джімін і Чхве Ґинхо. Заснований на реальній історії, він заглиблюється в життя Седжона Великого (Хан Соккю), вана династії Чосон в Кореї, і його відносин зі своїми найгеніальнішим науковцем, Чан Йон Сілем (Чхве Мін Сік). У фільм, Пак зіграв другорядну роль кронпринца Лі Хяна. Фільм зробив міжнародний дебют на Азійському кінофестивалі в Нью-Йорку 2020 в серпні того року.
У 2020 Пак отримав головну роль середо-четверговому серіалі KBS2 «Спогади». Він заснований на сценарію, що написаний Мун Хьонґьоном, що виграв великий приз «10-ому Змаганні Знайдіть сценарій висхідної зірки в пустелі» Фонду з просування контенту телерадіомовлення (BCPF), який проходив у 2018. Актор возз'єднався з Наною і зіграв любовний інтерес її персонажки. У серіалі також знімалися Ю Даін, Хан Джуну та Ан Несан, він виходив на KBS2 щосереди й щочетверга о 21:30 (KST) з 1 липня по 20 серпня 2020. Його зображення Со Ґонмьона в серіалі отримало похвалу за його хімію з Наною на екрані, що спричинило те, що їх називали «La Cong Couple». Крім того, Пак продемонстрував свої співочі здібності, випустивши свій перший саундтрек, «Our Memories in Summer» (우리의 여름처럼), в якому також взяла участь Нана. Через свою хімію на екрані вони отримали нагороду Найкраща пара на Премії KBS драма 2020. Крім того, Пак отримав «Нагороду за майстерність, Найкращий актор мінісеріалу» на тому ж заході.
У 2021 актор зіграв головну роль великого принца Янньон у понеділко-вівторковій драмі SBS «Чосонський екзорцист», прем'єра якої відбулася 22 березня 2021. Проте, драма зіштовхнулася з раптовим закриттям лише після двох серій через значні історичні неточності під час трансляції. Цей інцидент мав глибокий вплив на Пака, призвівши до майже кризової ситуації та забруднив його репутацію. Щоб виправити ситуацію, 27 березня він розмістив від руки написане вибачення на своїй особистій сторінці в Instagram. Згодом, актор взяв паузу від участі в серіалах, але продовжив свою роботу, взявши участь у двох спеціальних драмах KBS, «Моя донька» та «Дистриб'ютори». Його виступ у  «Моя донька»  приніс йому нагороду «Найкращий актор спеціальної драми / ТБ кінотеатру» на Премії KBS драма 2021. Крім того, він був номінований на цю ж категорію на Премії KBS драма 2022 за свою роль в «Дистриб'юторах». Варто зазначити, що «Дистриб'ютори» стало возз'єднанням Пака з режисером Хон Сокку, який раніше співпрацював з актором над щоденною драмою KBS «Мій єдиний».

### 2022–сучасність: Глобальна популярність, недавні роботи на екрані та повернення до театру
У 2022 Пак зіграв другорядну роль Чон Джеджуна у високооціненому оригінальному серіалі Netflix «Слава». Серіал, написаний Кім Инсок та зрежисований Ан Ґільхо, є психологічним трилером про помсту. Актор знімався разом із Сон Хєкьо, Лі До Хьон, Лім Чійон, Йом Хєран та Чон Сон'іль. Його персонаж, Чон Джеджун, є спадкоємцем сільського клубу з колірною сліпотою, що брав участь в неправильному поводженні з Дон'ин (Сон Хєкьо). Серіал вийшов двома частинами, прем'єра Частини 1 відбулася 30 грудня 2022, а Частини 2 — 10 березня 2023. Він отримав визнання критиків та досяг високих переглядів. Був номінований на вісім нагород на 59-й Премії мистецтв Пексан, вигравши три, включно з нагородами Найкращий серіал, Найкраща жіноча роль для Сон Хєкьо та Найкраща жіноча роль другого плану для Лім Чійон. Пак був номінований на нагороду Найкраща чоловіча роль другого плану. Також отримав номінацію Найкращий актор другого плану на 2-й телевізійній премії «Блакитний дракон».

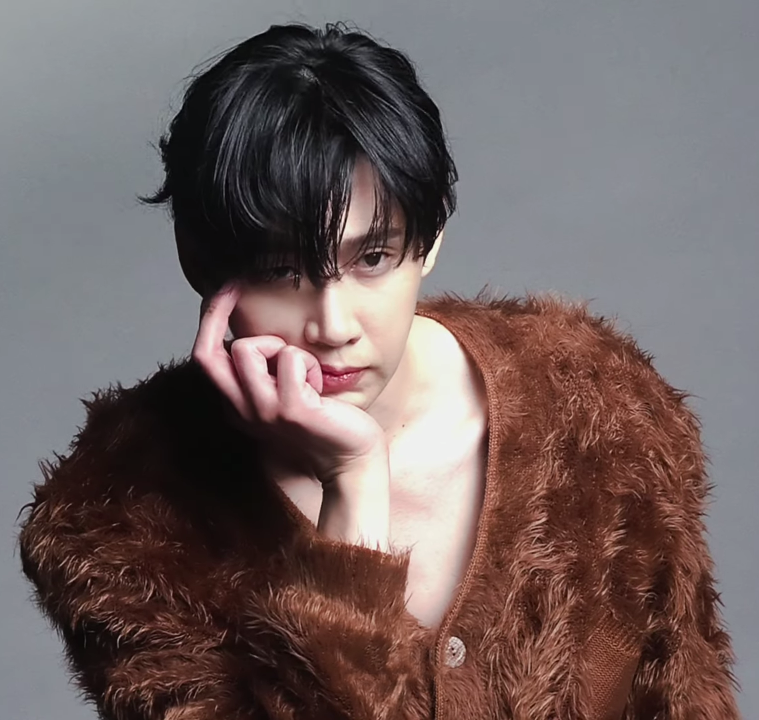
Пак у 2023

Акторський склад сезону 2 оригінального серіалу Netflix «Гра в кальмара» був оголошений на глобальному фанатському заході Netflix Tudum, що проходив у Сан-Паулу, Бразилія 17 червня 2023. На додачу до повернення Лі Чон Че, Лі Бьонхона, Ві Хаджуна та Кон Ю, які зіграли в сезоні 1, Пак став новим учасником разом із Ім Сі Ванрм, Кан Ха Нилем та Ян Тон Кином.
Також актор зіграв роль у фільмі «Хай живе пекло», що зачіпає питання цифрових сексуальних злочинів. У фільмі він зобразив персонажа Хан Мьонхо, нескрупульозного лиходія зі виразним контрастом відносно до Чон Джеджуна. Його прем'єра відбулася на 27-му Міжнародному кінофестивалі у Пусані. Зображення персонажа Паком отримала номінацію в категорії Найкращий акторський дебют (чоловіки) на 59-й церемонії Премії «Великий дзвін».
Тим часом в серіалах, актор брав не антагоністичні ролі. У серіалі «Не інші» він зобразив персонажа Ин Джевона, директора поліцейського відділку Намчхона. Драма заснована на вебтуні під однойменною корейською назвою, який виходив на Kakao Webtoon з 2019 по 2022. Серіал є оригінальним виробництвом компанії Genie TV та доступний на їхній стримінгові платформі, а також на TVING у Південній Кореї та на Viki у вибраних регіонах. Також виходив на ENA з 17 липня по 23 серпня 2023 що понеділка та щовівторка о 22:00 (KST). Драму було поновлено на другий сезон, що планується випустити у 2025. У таємничому серіалі «День викрадення», Пак зіграв як Пак Сан'юн, детектив із насильницьких злочинів. У драмі також знялися Юн Ґєсан, Чон Юна та Кім Сіллок. Вона заснована на таємничому романі під однойменною назвою письменника Чон Хейона. Трансляція серіалу відбулася на ENA з 13 вересня по 25 жовтня 2023, щосереди та щочетверга о 21:00 (KST). Він також доступний на Amazon Prime Video у вибраних регіонах.
У січні 2024 Пак зробив особливу появу в 1-2 серіях серіалу Netflix «Заповідане», який створений і написаний режисером Йон Санхо. Режисер Мін Хоннам, що працював помічником режисера над фільмом «Потяг до Пусана», зрежисував серіал. Він ексклюзивно вийшов на Netflix 19 січня 2024. У ньому Пак зобразив персонажа Ян Джесока, який є чоловіком Юн Соха (яку зіграла Кім Хьонджу). Крім того, в тому ж місяці актор брав участь у зніманнях в Таїланді для екшн-фільму Кім Пхансу «Тропічна ніч».
У березні 2024 актор повернувся до ролі лиходія в драмі «Королева сліз», написаної «Пак Джіин» і сумісно спродюсованої Чан Йон'у та Кім Хівон, в якій знялися Кім Сухьон та Кім Чі Вон. Він зіграв Юн Инсона (Девід Юн), університетського друга Хон Хеін (яку зіграла Кім Чі Вон), що має почуття до неї. Він є колишнім аналітиком Волл-стріт та експертом з M&A (Злиття і поглинання), який став відомим інвестором перед поверненням до Південної Кореї. «Королева сліз» досягла національного рейтингу 24.850 % за свій фінальну серію і стала серіалом tvN з найвищими рейтингами, обійшовши «Незаплановане кохання». Вона також стала третім серіалом з навищими ретингами в історії корейського кабельного телебачення за переглядами та другим найвищим за кількістю глядачів. Його виступ як Юн Инсана добре був сприйнятий глядачами. У результаті його запросили на популярну телевізійну програму «Вікторина Ю у кварталі», яку ведуть Ю Джесок та Чо Сехо.
Вперше після 7 років Пак мав виступити на сцені з п'єсою «Хліб». Вистава, зрежисована Кім Тхехьоном, мала ставиться в Yes24 Art One Hall 1 з 18 червня по 8 вересня. Вона єтвором, написаним Кім Инсон та розповідає історію про головного персонажа Нану, старомодного автора драм, що знаходить стару рушницю Типу 99 Ппан'я, коли шукала матеріал для сценарію. Пак зіграв Ппан'я разом з Чон Сон'у, Пак Чонвоном та Хон Син'аном.
У 2024 актор знявся у ролі трансгендерного жіночого персонажа Чо Хьонджу у другому сезоні «Гри в кальмара». Його вибір ролі був контроверсійний, бо деякі хотіли, щоб трансособа автентично зобразила їхній досвід. Дехто доводи у відповідь на цю критику, що розміщувати в центрі уваги трансособу в Південній Кореї не є розумним кроком. Люди також висловилися, що мати взагалі трас персонажа в південнокорейському серіалі є важливим кроком у представленні цих меншин. Після завершення трансляції, його зображення Хьонджу отримало значну похвалу від багатьох критиків за акторську гру, а багато глядачів розглядали її як найбільш переконливого персонажа в другому сезоні через розвиток персонажа і її походження, а також старання та глибину у зображенні Хьонджу актором.

## Особисте життя
У березні 2017 агентство підтвердило, що Пак і Рю Хьонґьон зустрічаються. 5 серпня 2022 пара повідомила, що вони розійшлися після 6 років побачень.
30 грудня 2024 Пак потрапив у скандал, випадково розмістивши японське доросле відео, що пародіює «Гру в кальмара», у своїй розповіді в Інстаграмі. Хоча були припущення, що його обліковий запис зламали, але його агентство підтвердило, що актор відповідальний за те, що поділився зображенням, пояснивши, що він отримав його в особистих повідомленнях і мав відправити його представнику компанії. У інтерв'ю 8 січня 2025 Пак вибачився за публікацію скриншоту та висловив жаль за спричинення спірної ситуації. Потім він підтвердив другу заяву агентства, сказавши, що думав, що зображення є проблемним і мав відправити до свого агентства для подальшої перевірки.

## Фільмографія

### Фільми
| Рік          | Назва                                        | Роль       | Коментарі             | Прим.         |
| ------------ | -------------------------------------------- | ---------- | --------------------- | ------------- |
| 2008         | «Крижана квітка»                             |            | Незначна роль         | [ 3 ]         |
| 2009         | «Чон Учхі: Даоський майстер»                 |            | Незначна роль         | [ 12 ]        |
| 2018         | «Конджіам: Психіатрична лікарня з привидами» | Сонхун     |                       | [ 92 ]        |
| 2018         | «Вище суспільство»                           | Джейсон    |                       | [ 93 ]        |
| 2019         | «Кім Боктон»                                 | Оповідач   | Безбар'єрна версія    | [ 38 ]        |
| 2019         | «Заборонена мрія»                            | Лі Хян     |                       | [ 94 ]        |
| 2023         | «Хай живе пекло»                             | Хан Мьонхо | Прем'єра на 27-й BIFF | [ 62 ] [ 63 ] |
| В очікуванні | «Тропічна ніч»                               | Мансу      |                       | [ 77 ]        |

### Телесеріали
| Рік  | Назва                                                      | Роль                 | Коментарі                  | Прим.           |
| ---- | ---------------------------------------------------------- | -------------------- | -------------------------- | --------------- |
| 2011 | «Овочева лавка парубка»                                    | Друг Лі Сиру         | Незначна роль              | [ 12 ]          |
| 2012 | «Місяць, що обіймає сонце»                                 | Иййокквада           | Незначна роль              | [ 5 ]           |
| 2012 | «Великий»                                                  | Друг 1 Чхонсіка      | Незначна роль              | [ 5 ]           |
| 2013 | «Ви є босом!»                                              | Ю Докхва             |                            | [ 95 ]          |
| 2014 | «Три дні»                                                  | Лі Донсон            |                            | [ 96 ]          |
| 2015 | «Шість літаючих драконів»                                  | Кіль Ю               |                            | [ 97 ]          |
| 2016 | «Навіть не мрій»                                           | Секретар Чха         |                            | [ 98 ]          |
| 2017 | «Спотворені»                                               | На Сонсік            |                            | [ 99 ]          |
| 2017 | «Чорний лицар»                                             | Пак Гон              |                            | [ 100 ]         |
| 2017 | «Скажений пес»                                             | Ко Джінчхоля         | Особлива поява             | [ 101 ]         |
| 2018 | «Багатий чоловік»                                          | Чха Доджін           |                            | [ 102 ]         |
| 2018 | Спеціальна драма KBS: «Огляд записника моїх ганебних днів» | На Пхільсин          |                            | [ 103 ]         |
| 2018 | «Мій єдиний»                                               | Чан Ґоре             |                            | [ 104 ]         |
| 2019 | «Юстиція»                                                  | Тхак Сухо            |                            | [ 105 ]         |
| 2019 | «Щоденник психопата»                                       | Со Іну               |                            | [ 106 ]         |
| 2020 | «Спогади»                                                  | Со Ґонмьон           |                            | [ 107 ]         |
| 2021 | «Чосонський екзорцист»                                     | Великий принц Янньон | Скасовано після двох серій | [ 108 ]         |
| 2021 | Спеціальна драма KBS: «Моя донька»                         | Ко Тхехун            | одноактова драма           | [ 109 ] [ 110 ] |
| 2022 | Спеціальна драма KBS: «Дистриб'ютори»                      | То Юбін              | Телефільм                  | [ 111 ]         |
| 2023 | «Не інші»                                                  | Ин Джевон            |                            | [ 112 ] [ 113 ] |
| 2023 | «День викрадення»                                          | Пак Сан'юн           |                            | [ 114 ]         |
| 2024 | «Королева сліз»                                            | Юн Инсон / Девід Юн  |                            | [ 115 ] [ 116 ] |

### Вебсеріали
| Рік       | Назва              | Роль                     | Коментарі      | Прим.           |
| --------- | ------------------ | ------------------------ | -------------- | --------------- |
| 2021      | «Світ драми 2»     | Пародія на «Таємний сад» | Камео          |                 |
| 2022–2023 | «Слава»            | Чон Джеджун              | Частина 1–2    | [ 117 ] [ 118 ] |
| 2024      | «Заповідане»       | Ян Джесок                | Особлива поява | [ 119 ] [ 120 ] |
| 2024      | «Гра в кальмара 2» | Чо Хьонджу (Гравець 120) |                | [ 61 ]          |

## Сцена

### Мюзикли
| Рік  | Назва                                                              | Назва                                            | Роль        | Театр         | Дата              | Прим.   |
| Рік  | Українською                                                        | Корейською                                       | Роль        | Театр         | Дата              | Прим.   |
| ---- | ------------------------------------------------------------------ | ------------------------------------------------ | ----------- | ------------- | ----------------- | ------- |
| 2014 | «Літній фестиваль Марроньє — Чи ми також можемо виступити завтра?» | 2014 마로니에여름축제 — 내일도 공연할 수 있을까? | Гід         | Парк Марроньє | 7–10 серпня 2014  | [ 121 ] |
| 2015 | «Концерт розмови про мюзикл Хто я 27»                              | 뮤지컬토크콘서트 Who Am I 27                     | У ролі себе | Зал Олімпу    | 30 листопада 2015 | [ 122 ] |

### Театр
| Рік       | Назва                    | Назва                                              | Роль             | Театр                                                                          | Дата                                | Прим.           |
| Рік       | Українською              | Корейською                                         | Роль             | Театр                                                                          | Дата                                | Прим.           |
| --------- | ------------------------ | -------------------------------------------------- | ---------------- | ------------------------------------------------------------------------------ | ----------------------------------- | --------------- |
| 2011      | «Всередині кита Мінке»   | 밍크고래는 소화불량이다                            | Мотлі Чан        | Теханноська мистецька зала SM                                                  | 22—30 червня                        | [ 123 ]         |
| 2011—2012 | «Коти на даху»           | 옥탑방 고양이                                      | Лі Ґьонмін       | Сіндорімська головна мистецька зала                                            | 8 липня — 29 січня                  | [ 124 ]         |
| 2011—2012 | «Історія Paradiso»       | 파라디소 이야기                                    | Сонхун           | Театр Paradiso                                                                 | 24—30 червня                        | [ 125 ]         |
| 2012      | «Коти на даху»           | 옥탑방 고양이                                      | Лі Ґьонмін       | Театр Сонджук                                                                  | 14 березня — 15 квітня              | [ 126 ]         |
| 2012      | «Коти на даху»           | 옥탑방 고양이                                      | Лі Ґьонмін       | Сцена CT тегуського театру культури і мистецтв                                 | 24—27 березня                       | [ 127 ]         |
| 2012      | «Коти на даху»           | 옥탑방 고양이                                      | Лі Ґьонмін       | Мистецький зал Теджонського католичного культурного центру                     | 9 жовтня — 4 листопада              | [ 128 ]         |
| 2012      | «Коти на даху»           | 옥탑방 고양이                                      | Лі Ґьонмін       | Чхонджуський театр J                                                           | 7 листопада — 2 грудня              | [ 129 ]         |
| 2012—2013 | «Коти на даху»           | 옥탑방 고양이                                      | Лі Ґьонмін       | Каннамський тон'янський мистецький зал                                         | 2 березня — 3 лютого                | [ 130 ]         |
| 2013      | «Хлопці-історики»        | 히스토리 보이즈                                    | Локвуд           | Зал Йонґан Дусанського мистецького центру                                      | 8—31 березня                        | [ 131 ]         |
| 2013      | «Зразкові учні»          | 모범생들                                           | Міньон           | Теханноський вільний театр                                                     | 31 травня — 29 вереня               | [ 132 ]         |
| 2013—2014 | «Олмост, Мен»            | 올모스트 메인                                      | Чад              | Плаза Мистецтв 4, Техан-но                                                     | 11 листопада — 19 січня             | [ 133 ]         |
| 2014      | «Хлопчики-дзюдоїсти»     | 유도소년                                           | Мінук            | Art One Theater 3                                                              | 26 квітня — 13 липня                | [ 134 ]         |
| 2014      | «Два весілля і похорони» | 두결한장두 번의 결혼식과 한 번의 장례식 (두결한장) | Мінсу            | Yes 24 Сцена 2 (Daehakro DCF Daemyung Culture Factory, будівля 2, зал Lifeway) | 27 вересня 2014 — 30 листопада 2014 | [ 135 ] [ 136 ] |
| 2014—2015 | «Мелодрома»              | 멜로드라마                                         | Пак Джехьон      | Вільний маленький театр Сеульського центру мистецтв                            | 31 грудня — 15 лютого               | [ 23 ]          |
| 2015      | «Хлопчики-дзюдоїсти»     | 유도소년                                           | Мінук            | Зал 3 театру Art One                                                           | 7 лютого — 3 травня                 | [ 137 ]         |
| 2015      | «Зразкові учні»          | 모범생들                                           | Мьонджун         | Теханноський вільний театр                                                     | 8 травня — 2 серпня                 | [ 138 ]         |
| 2015      | «Хлопчики-дзюдоїсти»     | 유도소년                                           | Мінук            | Театр Тальмаджі Ансанського центру мистецтв                                    | 21—24 травня                        | [ 139 ] [ 140 ] |
| 2015      | «Гордість»               | 프라이드                                           | Олівер           | Yes 24 Сцена 3                                                                 | 8 серпня — 1 листопада              | [ 141 ]         |
| 2015—2016 | «Університет сміху»      | 웃음의 대학                                        | Автор            | Мистецький зал JTN 1                                                           | 6 листопада — 24 січня              | [ 142 ]         |
| 2016      | «Олмост, Мен»            | 올모스트 메인                                      | Піт, Джиммі, Філ | Санмьонський зал мистецтв 1                                                    | 8 січня — 3 липня                   | [ 143 ]         |
| 2017      | «Гордість»               | 프라이드                                           | Олівер           | Зал 2 театру Art One                                                           | 21 березня — 2 липня                | [ 144 ]         |
| 2024      | «Хліб»                   | 빵야                                               | Ппан'я           | Мистецький центр 1, Техан-но, Чонно-гу, Сеул                                   | 18 червня — 8 жовтня                | [ 145 ]         |

## Дискографія

### Сингл
| Назва                                                | Рік  | Пікові позиції у чартах | Альбом        | Прим.   |
| Назва                                                | Рік  | Gaon                    | Альбом        | Прим.   |
| ---------------------------------------------------- | ---- | ----------------------- | ------------- | ------- |
| «Our Memories in Summer» (우리의 여름처럼) (З Наною) | 2020 | Н/Д                     | Memorials OST | [ 146 ] |

## Нагороди та номінації
| Церемонія нагородження                | Рік  | Категорія                                                                       | Номінант / Робота                                          | Результат | Прим.   |
| ------------------------------------- | ---- | ------------------------------------------------------------------------------- | ---------------------------------------------------------- | --------- | ------- |
| Премія мистецтв Пексан                | 2019 | Найкраща чоловіча роль — Телебачення                                            | «Мій єдиний»                                               | Номінація | [ 147 ] |
| Премія мистецтв Пексан                | 2023 | Найкраща чоловіча роль другого плану — Телебачення                              | «Слава»                                                    | Номінація | [ 148 ] |
| Телевізійна премія «Блакитний дракон» | 2023 | Найкраща чоловіча роль другого плану                                            | «Слава»                                                    | Номінація | [ 60 ]  |
| Премія «Великий дзвін»                | 2023 | Найкращий акторський дебют (чоловіки)                                           | «Хай живе пекло»                                           | Номінація | [ 64 ]  |
| Премія KBS драма                      | 2018 | Нагороди за майстерність, Найкращий актор одноактної/спеціальної/короткої драми | «Спеціальна драма KBS: Огляд записника моїх ганебних днів» | Номінація | [ 149 ] |
| Премія KBS драма                      | 2018 | Найкращий новий актор                                                           | «Мій єдиний» «Чорний лицар»                                | Перемога  | [ 150 ] |
| Премія KBS драма                      | 2020 | Нагороди за майстерність, Найкращий актор мінісеріалу                           | «Спогади»                                                  | Перемога  | [ 82 ]  |
| Премія KBS драма                      | 2020 | Найкраща пара                                                                   | Пак Сонхун (З Наною) «Спогади»                             | Перемога  | [ 82 ]  |
| Премія KBS драма                      | 2021 | Нагороди за майстерність, Найкращий актор спеціальної драми/ТБ кінотеатру       | «Спеціальна драма KBS: Моя донька»                         | Перемога  | [ 51 ]  |
| Премія KBS драма                      | 2022 | Нагороди за майстерність, Найкращий актор спеціальної драми/ТБ кінотеатру       | «Спеціальна драма KBS: Дистриб'ютори»                      | Номінація | [ 151 ] |
| Korean Culture Entertainment Awards   | 2015 | Найкращий новий актор (Драма)                                                   | «Шість літаючих драконів»                                  | Перемога  | [ 152 ] |